# Progressione del record italiano della maratona femminile

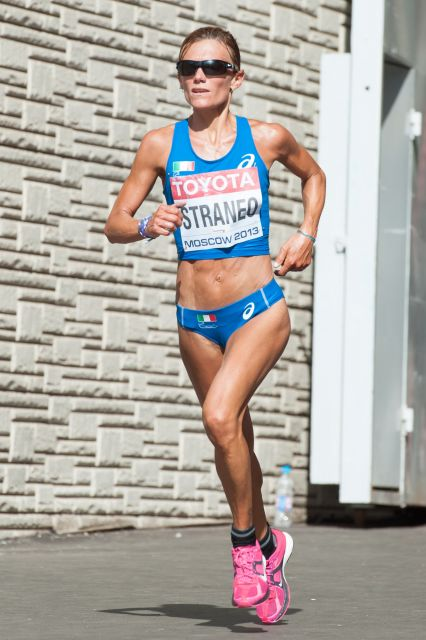
Valeria Straneo, ex detentrice del record italiano della maratona dal 2012.

La voce seguente illustra la progressione del record italiano della maratona femminile di atletica leggera.
Il primo record italiano femminile in questa disciplina venne ratificato il 31 dicembre 1971.

## Progressione
| Tempo     | Atleta              | Società                  | Luogo       | Data              | Note |
| --------- | ------------------- | ------------------------ | ----------- | ----------------- | ---- |
| 3h00'47"2 | Paola Pigni-Cacchi  | Snia Milano              | Roma        | 31 dicembre 1971  | d    |
| 2h50'36"  | Silvana Cruciata    | Fiamma Roma              |             | 1976              | d    |
| 2h54'23"  | Silvana Cruciata    | Fiamma Roma              | Monza       | 6 gennaio 1977    |      |
| 2h54'16"  | Maria Pia D'Orlando | CUS Milano               | Monza       | 15 gennaio 1978   |      |
| 2h49'22"4 | Maria Pia D'Orlando | CUS Milano               | Rieti       | 12 ottobre 1980   |      |
| 2h44'31"  | Silvana Cruciata    | Fiamma Roma              | Roma        | 28 dicembre 1980  |      |
| 2h34'48"  | Laura Fogli         | Snia Milano              | New York    | 25 ottobre 1981   |      |
| 2h32'55"  | Rita Marchisio      | Roata Chiusani           | Osaka       | 24 gennaio 1982   |      |
| 2h31'49"  | Laura Fogli         | Snia Milano              | New York    | 23 ottobre 1983   |      |
| 2h29'28"  | Laura Fogli         | Snia Milano              | Los Angeles | 5 agosto 1984     |      |
| 2h27'49"  | Laura Fogli         | CUS Universo Ferrara     | Seul        | 23 settembre 1988 |      |
| 2h25'17"  | Franca Fiacconi     | CUS Universo Bologna     | New York    | 1º novembre 1998  |      |
| 2h23'47"  | Maura Viceconte     | Maratona di Torino Asics | Vienna      | 21 maggio 2000    |      |
| 2h23'44"  | Valeria Straneo     | Runner Team 99           | Rotterdam   | 15 aprile 2012    | mx   |
| 2h23'16"  | Sofiia Yaremchuk    | Esercito                 | Valencia    | 3 Dicembre 2023   |      |